# Иперо
Иперо (порт. Iperó)  —  муниципалитет в Бразилии, входит в штат Сан-Паулу. Составная часть мезорегиона Макрорегион агломерации Сан-Паулу. Входит в экономико-статистический  микрорегион Сорокаба. Население составляет 24 156 человек на 2006 год. Занимает площадь 170,940 км². Плотность населения — 141,3 чел./км².

## История
Город основан 21 марта 1964 года.

## Статистика
- Валовой внутренний продукт на 2003 составляет 168.863.982,00 реалов (данные: Бразильский институт географии и статистики).
- Валовой внутренний продукт на душу населения на 2003 составляет 7.850,85 реалов (данные: Бразильский институт географии и статистики).
- Индекс развития человеческого потенциала на 2000 составляет 0,779  (данные: Программа развития ООН).